# Janusz Romul
Janusz Romul – polski prawnik, radca prawny, doktor habilitowany nauk prawnych, specjalizuje się w teorii państwa i prawa, nauczyciel akademicki Uniwersytetu im. Adama Mickiewicza w Poznaniu.

## Życiorys
Pracował jako profesor w Katedrze Teorii i Filozofii Prawa na Wydziale Prawa i Administracji UAM. Był ponadto wykładowcą Wyższej Szkoły Zarządzania i Bankowości w Poznaniu, poznańskiego wydziału zamiejscowego Szkoły Wyższej Psychologii Społecznej w Warszawie (na początku istnienia dziekan tego wydziału) oraz Wyższej Szkoły Pedagogiki i Administracji im. Mieszka I w Poznaniu.

## Wybrane publikacje
- Państwo burżuazyjne. Państwo socjalistyczne, wyd. 1968
- Państwo a stowarzyszenia w Polsce Ludowej, wyd. 1969
- Teoria państwa i prawa. Skrypt dla studentów IV i V roku studiów prawniczych. Opracowanie zbiorowe. Cz. 1 (red.), wyd. 1974
- Kształtowanie się systemu prawa socjalistycznego w Polsce. Przemiany podstaw formalnych i doktryny prawniczej, wyd. 1975
- Teoria państwa. Skrypt dla studentów studiów prawniczych. Opracowanie zbiorowe, wyd. 1978
- Teoria państwa a nauki polityczne, wyd. 1983
- Wstęp do teorii państwa i prawa (zarys wykładów), wyd. 2001, ISBN 83-86134-63-1